# Písek jih
Písek jih je železniční zastávka v jižní části okresního města Písku, v km 58,183–58,275 trati Tábor–Ražice, v jízdním řádu označené číslem 201. Provoz zde byl zahájen v prosinci 2019.
Zastávku obsluhují osobní vlaky, jezdící mezi Táborem a Ražicemi, a také spěšné vlaky v trase Tábor–Strakonice.

## Historie
Název zastávky Písek jih byl Drážním úřadem schválen již v únoru 2017. Samotná příprava zastávky však byla komplikovaná. Proti plánu výstavby zastávky v původní lokalitě, blíže obytným domům, se totiž zvedla vlna odporu ze strany obyvatel, a tak byla odsunuta k podchodu mezi ulicemi Preslova a Smrkovická.
Zastávku nechala na žádost města a Jihočeského kraje postavit ve třetím čtvrtletí roku 2019 Správa železniční dopravní cesty, tj. pozdější Správa železnic. Celkové náklady na výstavbu se vyšplhaly do výše 25,8 milionů korun. Práce si také vyžádaly zavedení nepřetržité výluky, a to v době od 10. do 25. září.

## Popis zastávky
Zastávka leží u sídliště Jih, u podchodu pod železniční tratí, který město nechalo v souvislosti se zřízením zastávky opravit. Zastávka je tvořena jedním nástupištěm o délce 90 metrů, které má výšku 550 milimetrů nad temenem kolejnice. Uprostřed něj se nachází přístřešek pro cestující. Zastávka je dále vybavena elektronickou informační tabulí, rozhlasem a veřejným osvětlením.